# Gare de Kaliningrad-Passajirski
La gare de Kaliningrad-Passajirski (en russe : Калининград-Пассажи́рский), aussi appelé Kaliningrad-Sud, est une gare ferroviaire russe, située dans la ville de Kaliningrad, dans l'oblast de Kaliningrad, en Russie.
En complément des voies à écartement large de 1520 mm, une voie à écartement normal (1435 mm) est située au quai n°6 de la gare d'où des trains en provenance de Pologne et d'Allemagne arrivent et partent régulièrement.

## Situation ferroviaire
La gare est située sur la place Kalinin. Près de la gare du sud se trouve une gare routière.
Dans la partie ouest de la gare se trouve le seul poste d'aiguillage de style européen en Russie (surplombant les voies comme une arche).

## Architecture
Le bâtiment de la gare est construit en brique et béton armé (les éléments structuraux en béton armé ne sont pas visibles de l'extérieur ; le bâtiment est recouvert de briques vernissées). Les quais sont abrités par une halle à trois nefs d'une longueur de 178 mètres et d'une largeur de 120 mètres. Deux passages souterrains relient le bâtiment de la gare aux quais.
L'inscription sur le toit de la station est en acier recouvert de nitrure de titane.
Les armoiries de la RSFSR ont été conservées sur la façade de la gare.

## Histoire
La gare a été inaugurée en 1929 sous le nom de Königsberg-Hauptbahnhof.

### Histoire détaillée
À la fin du XIXème siècle, Königsberg est devenu un carrefour important du réseau ferroviaire. Les chemins de fer allaient de Königsberg dans différentes directions - vers le centre de l' Allemagne, la Pologne, la Russie et les États baltes. Cependant, il n'y avait pas de gare principale, où les chemins de fer de directions différentes convergeraient. Les différents chemins de fer aboutissaient à plusieurs gares distinctes.
L'idée de construire une gare centrale est apparue en 1896, mais un plan concret n'a été prêt qu'en 1914. Cependant, sa mise en œuvre a été entravée par le déclenchement de la Première Guerre mondiale cette année-là.
La construction de la gare principale n'a commencé qu'en 1920 et son ouverture officielle a eu lieu le 19 septembre 1929.
La gare a fonctionné normalement jusqu'au 21 janvier 1945. 
Pendant la bataille pour la ville, la gare a beaucoup souffert. Par conséquent, après la fin de la guerre, elle n'était plus utilisable et la gare de triage a temporairement servi de gare principale pour les passagers. La réouverture de la gare principale n'a eu lieu qu'en 1949.
La première rénovation majeure de la gare n'a eu lieu qu'en 2003. Les locaux internes (billetterie, salle d'attente, café) ont été reconstruits. Le hall de la gare a été décoré de nouveaux lustres et d'une fontaine. Des horloges précises ont été installées sur la façade et dans le hall de la gare.
Dans le même temps, l'aspect architectural global de la gare est resté inchangé.

## Photos

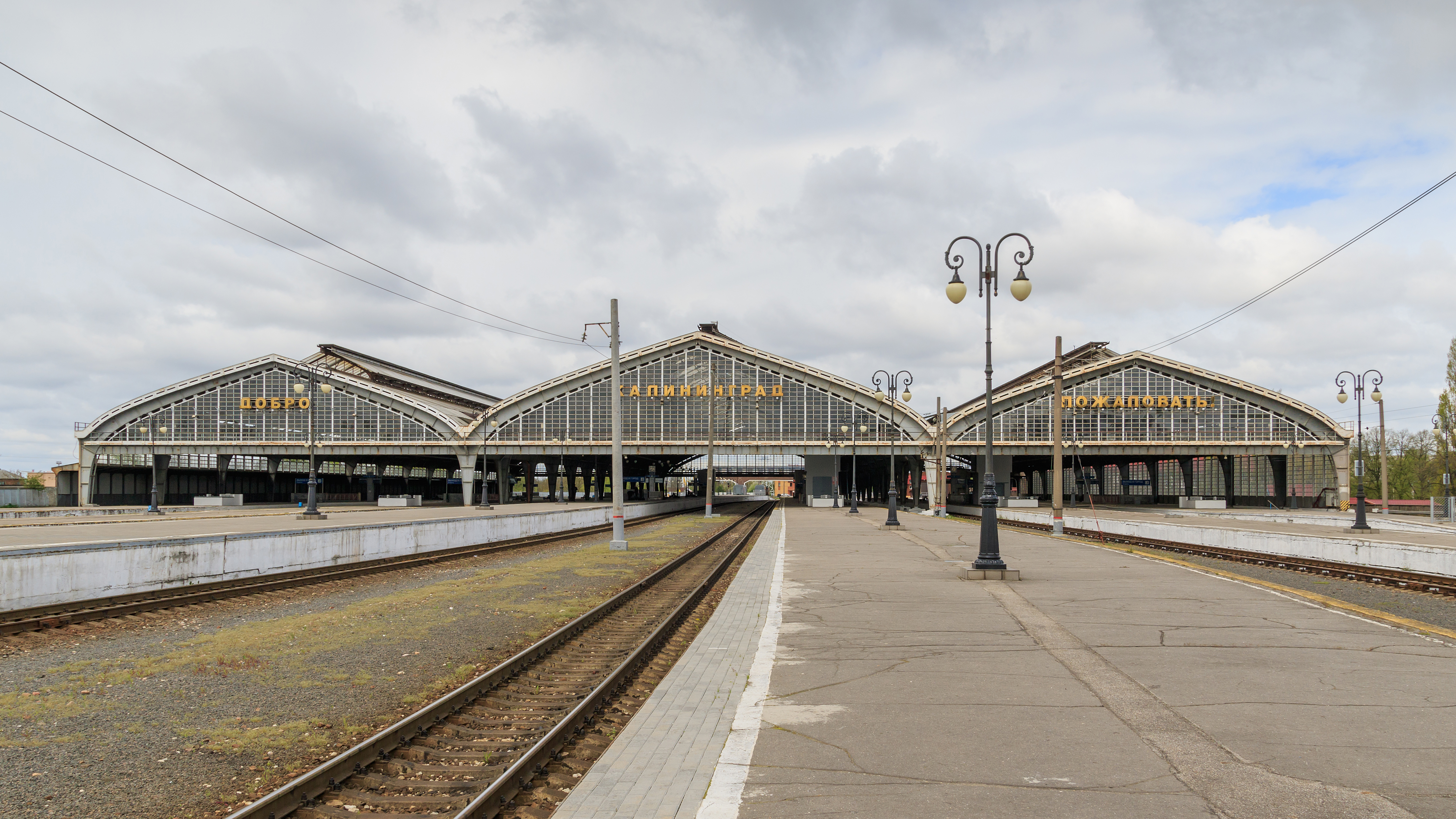
Le sud de la gare actuelle.
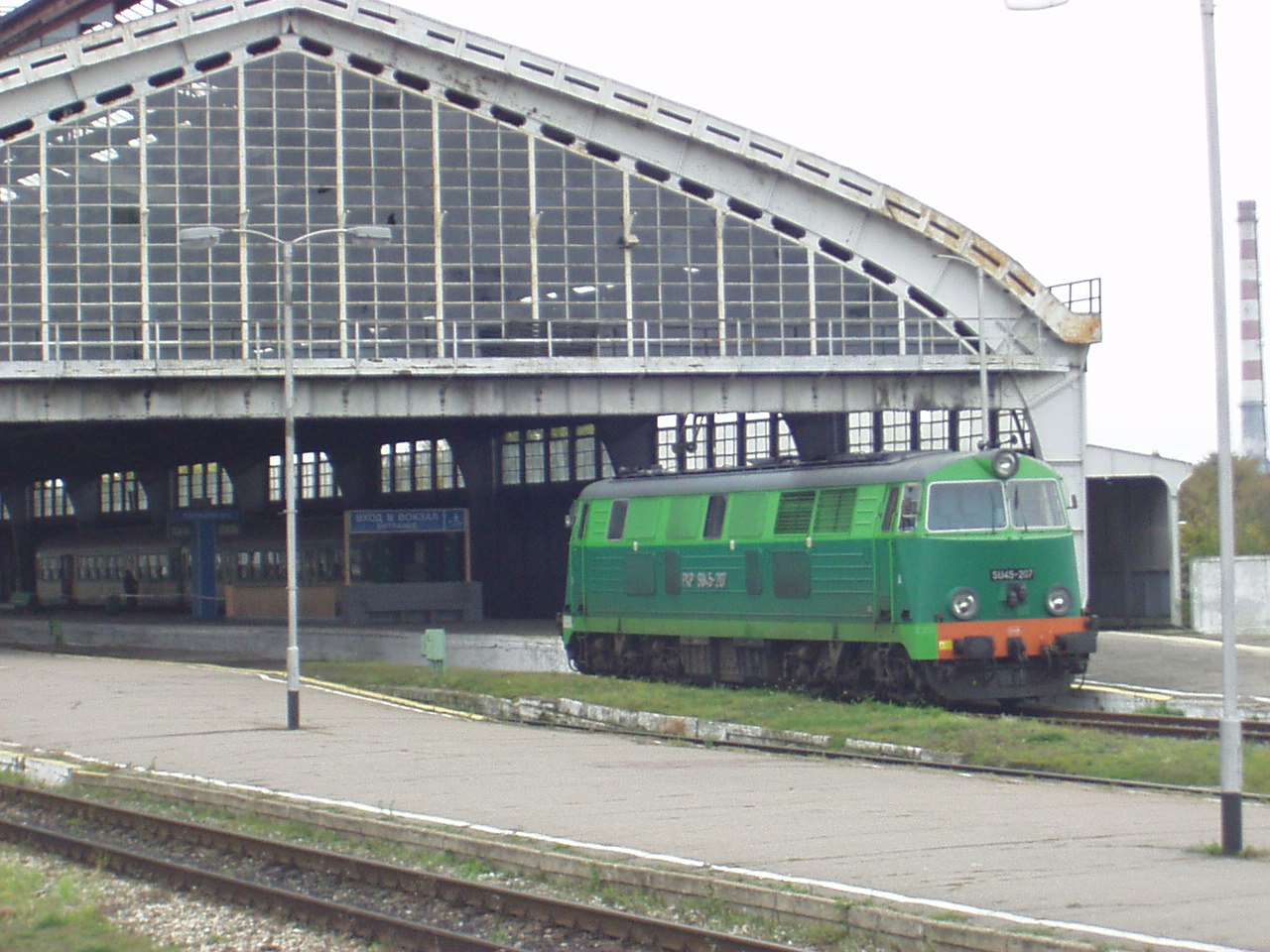
Train arrivant dans la gare (2003).
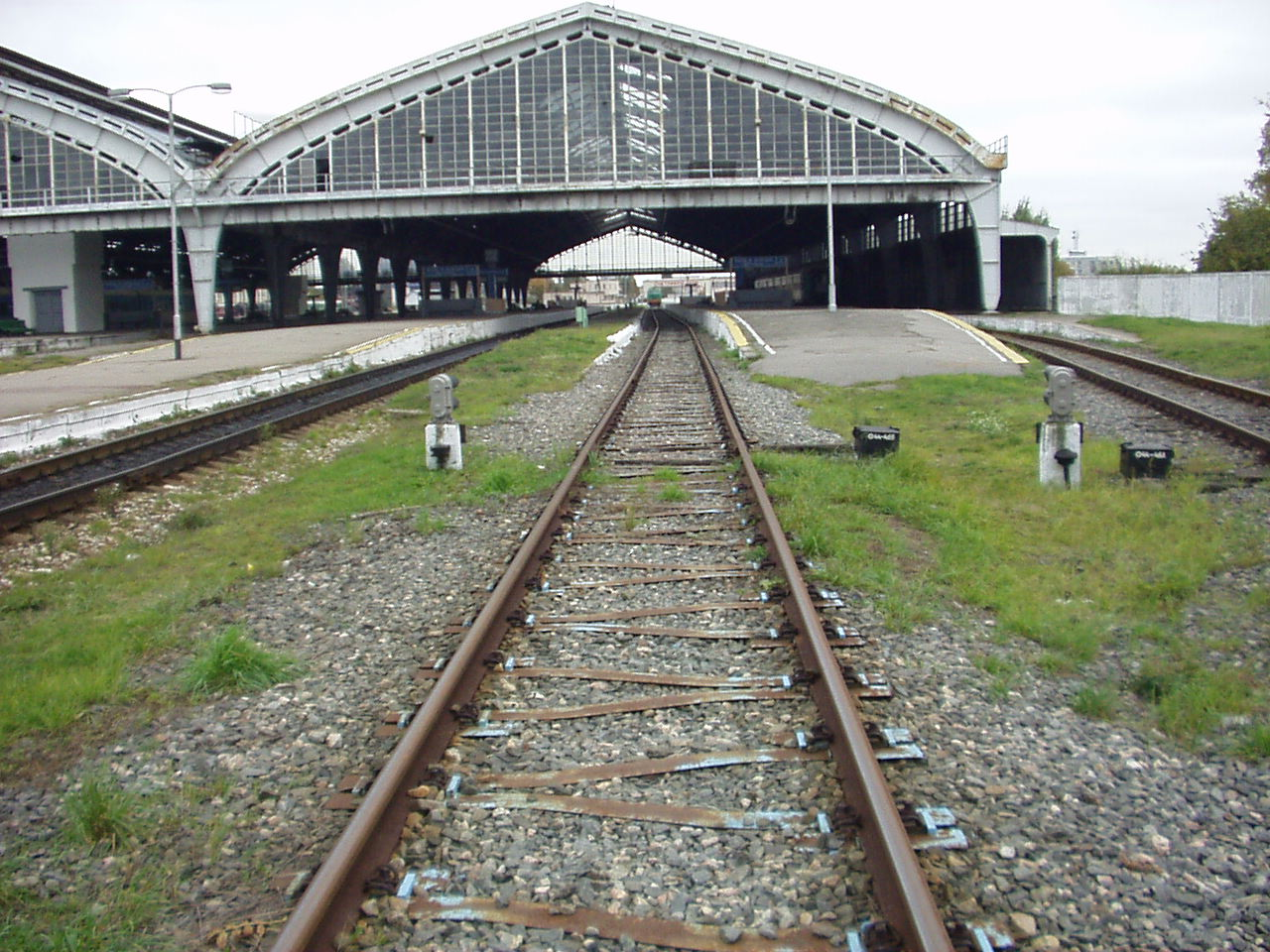
Voie à écartement normal (1 435 mm) menant au quai no 6.